# Box Seven

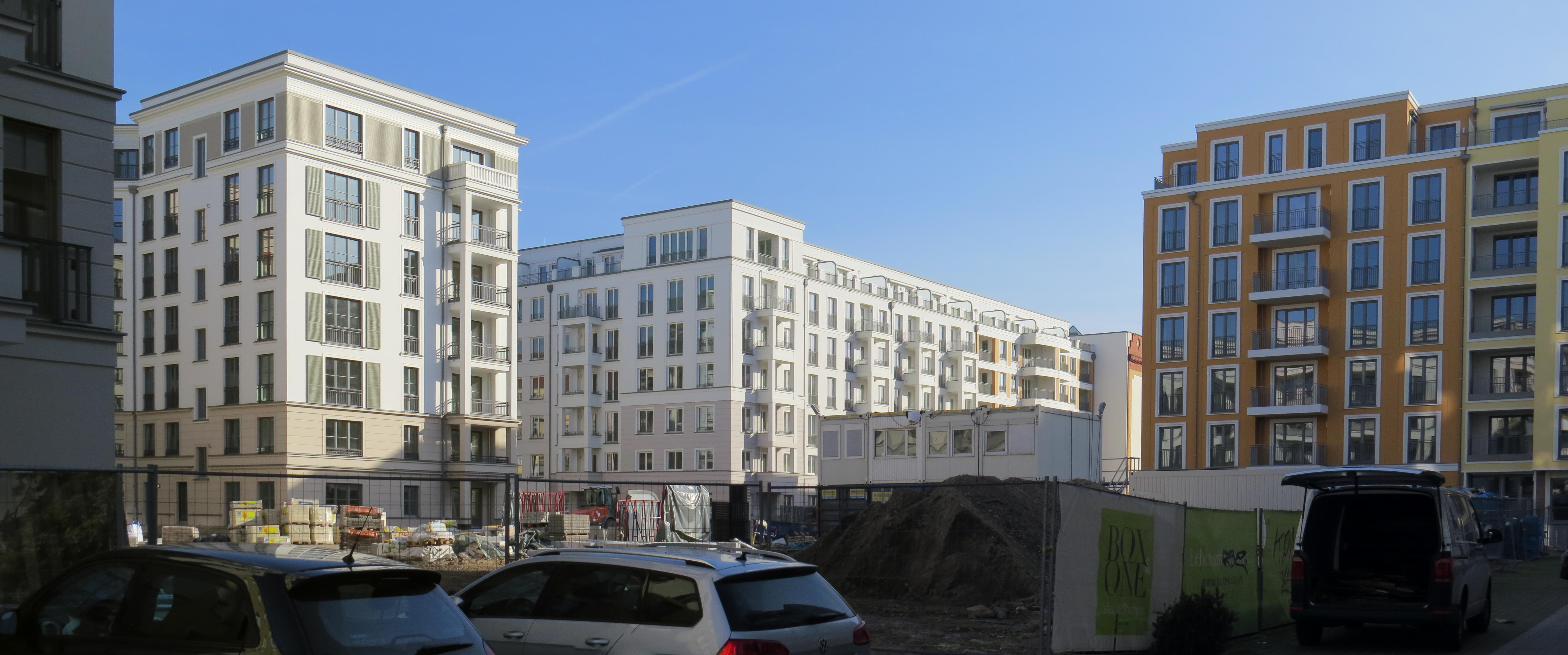
Innenbereich der neuen Wohnanlage, Februar 2019

Box Seven, kurzzeitig unter dem Begriff Freudenberg-Areal bekannt geworden, ist ein neues Wohnquartier im Berliner Ortsteil Friedrichshain. Es wird von der Boxhagener Straße, der Holteistraße und der Weserstraße südlich, westlich und nördlich umgeben; östlich schließt sich die Schreibfederpassage an. Die Fläche in Form eines unregelmäßigen Vierecks umfasst 26.000 Quadratmeter und ist ein Teil von Block 74. Auf diesem Gelände waren Ende des 19. Jahrhunderts Industriebetriebe entstanden, die seit 1990 nach und nach aufgegeben wurden. Die AG Bauwert Investment Group ließ hier zwischen 2015 und 2018 Miet- und Eigentumswohngebäude errichten. Das Gebäudeensemble erhielt Anfang 2017 seinen endgültigen Namen, abgeleitet von der Lage an der Boxhagener Straße und in Nachbarschaft des Boxhagener Platzes sowie der Anzahl der Einzelobjekte. Im Frühjahr 2019 hat der Investor das Quartier offiziell fertiggestellt.

## Geschichte

### 18. Jahrhundert bis 1932: Erstbesiedlung, Bezirksgründung und Firmenansiedlung

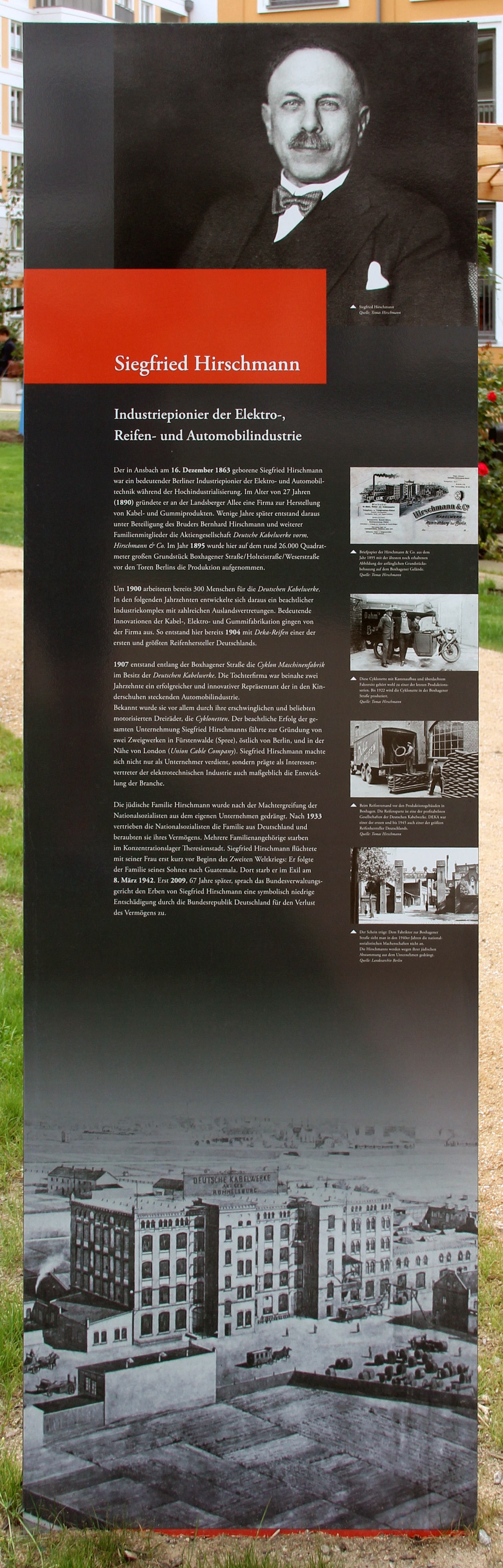
Gedenktafel für Siegfried Hirschmann

Im Jahr 1771 entstand unter Anweisung Friedrich II. die Erstbesiedlung von acht Grundstücken nahe dem Vorwerk Boxhagen, welches über Jahrhunderte die einzige Ansiedlung im heutigen Friedrichshain war. Drei dieser Grundstücke liegen auf der Fläche des heutigen Box Seven. 1810 kaufte der neu gegründete Gutsbezirk Boxhagen-Rummelsburg Teile davon und errichtete eine Schule und einen Friedhof. Dieser Friedhof verschwand wegen Bestandsschutz erst in den 1950er Jahren.
Der Unternehmer Siegfried Fritz Hirschmann erwarb 1894 das auf dem umgebenden Grundstück ausgeschriebene Bauland vom Vorbesitzer, dem Wäschereibetreiber Wilhelm Spindler. Seine Firma, die Deutschen Kabelwerke (zu dieser Zeit noch Siegfried Hirschmann OHG) errichtete dort eine Fabrikhalle, um die Produktion von Kabel- und Gummiprodukten zu erweitern. Im Jahr 1896 wurde die Produktion auf das 5.000 Quadratmeter große Grundstück verlegt und das Unternehmen zur Aktiengesellschaft umfirmiert. An der Ostseite entstand das Hauptgebäude der Deutschen Kabelwerke, das erst im Jahr 2006 wegen Bodenkontamination abgerissen wurde.
Ab 1906 ließ Hirschmann vom Bauingenieur Karl Bernhard eine große Stahlskelett-Werkhalle für die Cyklon Maschinenfabrik auf dem Grundstück (Nummer 80) errichten.
Im Jahr 1920, als Boxhagen-Rummelsburg nach Groß-Berlin eingemeindet wurde, gab es auf der oben beschriebenen Fläche neben den Deutsche(n) Kabelwerke(n) und der Cyklon Maschinenfabrik noch die Friedländer Schweißblätterfabrik (Nummer 79 und 80). In den Fabrik-Zugangsgebäuden wohnten die Pförtner, Heizer sowie weitere Angestellte wie eine Kochfrau.
Bis 1922 wurden die günstigen und beliebten motorisierten Dreiräder Cyklonette und später auch vierrädrige Automobile hergestellt. Die Marke Cyklon ging nach mehreren Firmenübernahmen im Jahr 1928 in das Eigentum der Bayerischen Motorenwerke (BMW) über.
Rund 23.000 Quadratmeter des heutigen Geländes waren während dieser Zeit im Besitz der Mutterfirma Deutsche Kabelwerke, ausgenommen der nicht mehr genutzte Friedhof und ein westlicher Grundstücksteil.
Vom gesamten Grundstück waren Ende der 1920er Jahre etwa 11.000 Quadratmeter mit mehrgeschossigen Arbeits- und Lagerräumen bebaut.

### Während des Nationalsozialismus 1933 bis 1945
Die Nationalsozialisten, die Anfang 1933 die Macht im Deutschen Reich übernommen hatten, erkannten schnell die Bedeutung der Kabel- und Maschinenproduktion für ihre auf Aggression gerichtete Politik und verhafteten im Juli 1933 den Firmeninhaber der Kabelwerke unter dem Vorwand „Bilanzverschleierung und Betrug an der Heeresverwaltung“. Der Firmengründer verlor daraufhin seinen Vorstandsposten. Obwohl rasch wieder freigelassen, setzten nun Drangsalierungen gegen ihn und seine jüdischen Teilhaber ein, die auch ihrer Aufsichtsratsposten enthoben wurden und im Dezember 1935 ihre Firmenanteile an die Dresdner Bank zwangsverkaufen mussten. Die Firma wurde Bestandteil der Kabelwerke Rheydt Nach der faktischen Enteignung flüchtete die Familie Hirschmann nach Guatemala, Firmengründer Siegfried und seine Frau allerdings erst im August 1939, einen Monat vor Beginn des Zweiten Weltkriegs.
Während des Krieges wurde die Deutsche Kabelwerke AG von der nationalsozialistischen Führung als kriegswichtig eingestuft, das Gelände beherbergte zeitweise das bezirkliche Wehrmeldeamt. Zu Kriegsbeginn 1939 waren die Produktionshallen unter anderem Ort antifaschistischer Aktionen des Widerstandskämpfers Hans Zoschke. Das Hauptgebäude der Kabelwerke und auch die ehemalige Cyklon-Maschinenfabrik wurden bei mehreren Luftangriffen stark beschädigt. Kurz vor Kriegsende versuchte die Firmenleitung, die Produktionsanlagen nach Affalter nahe Chemnitz zu verlagern.

### Zeitraum 1945 bis 2010
Bereits kurz nach Ende des Zweiten Weltkriegs wurde die Produktion von Kabeln unter sowjetischer Führung wieder aufgenommen und bis Ende 1945 fortgesetzt.
Die dann vorgenommenen Enteignungen von Großfabrikanten führten dazu, dass die Werksgebäude und vorhandenen Produktionsanlagen ab 1949 als VEB Gummiwerke Berlin weitergeführt wurden. In nicht genutzten Hallen wurden später auch Malzzucker und Haferflocken hergestellt. An der Ecke Boxhagener und Holteistraße entstand in den späten 1970er Jahren ein Plattenbau für das Rechenzentrum der Gummiwerke.
Nach der Wende übernahm der Autozulieferer Freudenberg einen Teil der Produktionsanlagen und die Verwaltungsgebäude und richtete hier seine Berliner Filiale ein. Doch bis zum Jahr 2008 endete sämtliche Produktionsaktivität, das 26.000 Quadratmeter große Grundstück mitten in Friedrichshain lag nun brach und stand unter dem Namen Freudenberg Areal zum weltweiten Verkauf.

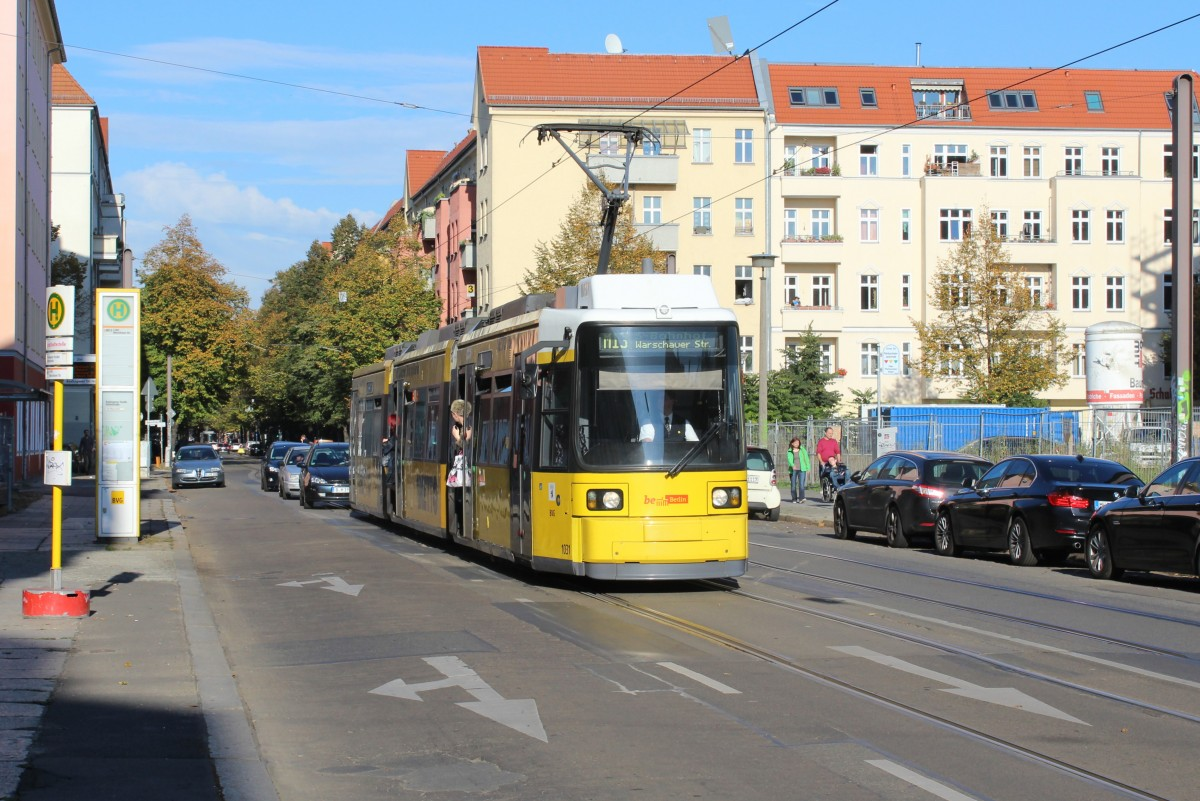
Auf der rechten Seite des Bildes hinter den parkenden Autos in der Holteistraße ist ein Teil des Areals Box Seven zu sehen, nachdem die Fabrikbauten abgetragen wurden.
(2014)

Die Stadt Berlin lobte zugleich einen zweistufigen städtebaulichen Ideenwettbewerb zur Verwertung der innerstädtischen Fläche im Auftrag des potenziellen Investors Intertec Stadtentwicklungsgesellschaft mbH aus. Daraus gingen 2009 die Beyer-Schubert-Architekten als Sieger hervor: eine Misachbebauung auf 58.000 m² ohne Staffelgeschosse war vorgesehen, ein Bestandsgebäude sollte erhalten bleiben. Nachdem jedoch Bodenuntersuchungen eine großflächige Kontamination durch die jahrelange Industrieproduktion ergeben hatten, wurde auch das letzte historische Bauwerk abgerissen. Die Siegerpläne enthielten neben den Wohnbauten eine Kita, einen Großparkplatz und 5000 m² Gewerbe- und Dienstleistungsfläche, wobei der Bezirk die Baufläche ankaufen sollte. Im Jahr 2010 erfolgte aufgrund von Einsprüchen der Bürger eine Überarbeitung der Pläne, was zu einer geringeren Geschossfläche und zu mehr Grünfläche führte. Der Investor sprang jedoch ab und weder der Bezirk noch der Berliner Senat konnten das Geld für eigene Bauaktivitäten aufbringen. So wurden alle Pläne 2010 fallen gelassen.

### Neustart als Wohnquartier
Nachdem die Immobilienfirma Bauwert Investment Group im Jahr 2011 die Fläche vom Privateigentümer erworben hatte, bestätigte der Senat von Berlin das uneingeschränkte Planungsrecht. Daraufhin entstanden in enger Zusammenarbeit mit Arno Bonanni Architekten, dem Bezirksamt und den Bürgerinnen und Bürgern aus dem Boxhagener Kiez die Konzepte zur Neunutzung des früheren Industriegeländes unter Verwendung von Ideen aus dem ersten Ideenwettbewerb. Auch kritische Stimmen seitens einer Bürgerinitiative und des Nabu wurden laut, die eine Verteuerung des Mietspiegels und fehlende Schulen in der Umgebung beklagten. Die Vertreter von Bauwert präsentierten am 12. Dezember 2012 in der Bezirksverordnetenversammlung von Friedrichshain-Kreuzberg die ersten konkreten neuen Baupläne. Einige Wünsche des Bezirks und von engagierten Bürgern wie eine umfangreichere Grünfläche, eine Kita und die Planung von Sozialwohnungen fanden später Eingang in die endgültigen Bebauungspläne, als Gegenleistung durfte die Bruttogeschossfläche leicht erhöht werden.
Ende 2015 begannen die Vorbereitungsarbeiten mit der Beseitigung der Altlasten, denen bald die ersten Tief- und Hochbauarbeiten folgten. Am 24. April 2017 fand in Anwesenheit des Regierenden Bürgermeisters Michael Müller und des Enkels des Firmengründers Tomas Simon Hirschmann das Richtfest für den ersten Gebäudetrakt statt. Insgesamt bieten die Gebäude 600 bis 640 Wohnungen, außerdem sind Geschäfte und Büroflächen vorgesehen. Im Zentrum der lockeren Bebauung soll eine öffentliche Grünanlage mit einer Fläche von 6.000 Quadratmetern entstehen, zu der breite Fußwege von allen Straßen hinführen und die den Namen Siegfried-Hirschmann-Park tragen wird. Die Gesamtinvestitionssumme ist mit zirka 250 Millionen Euro veranschlagt.

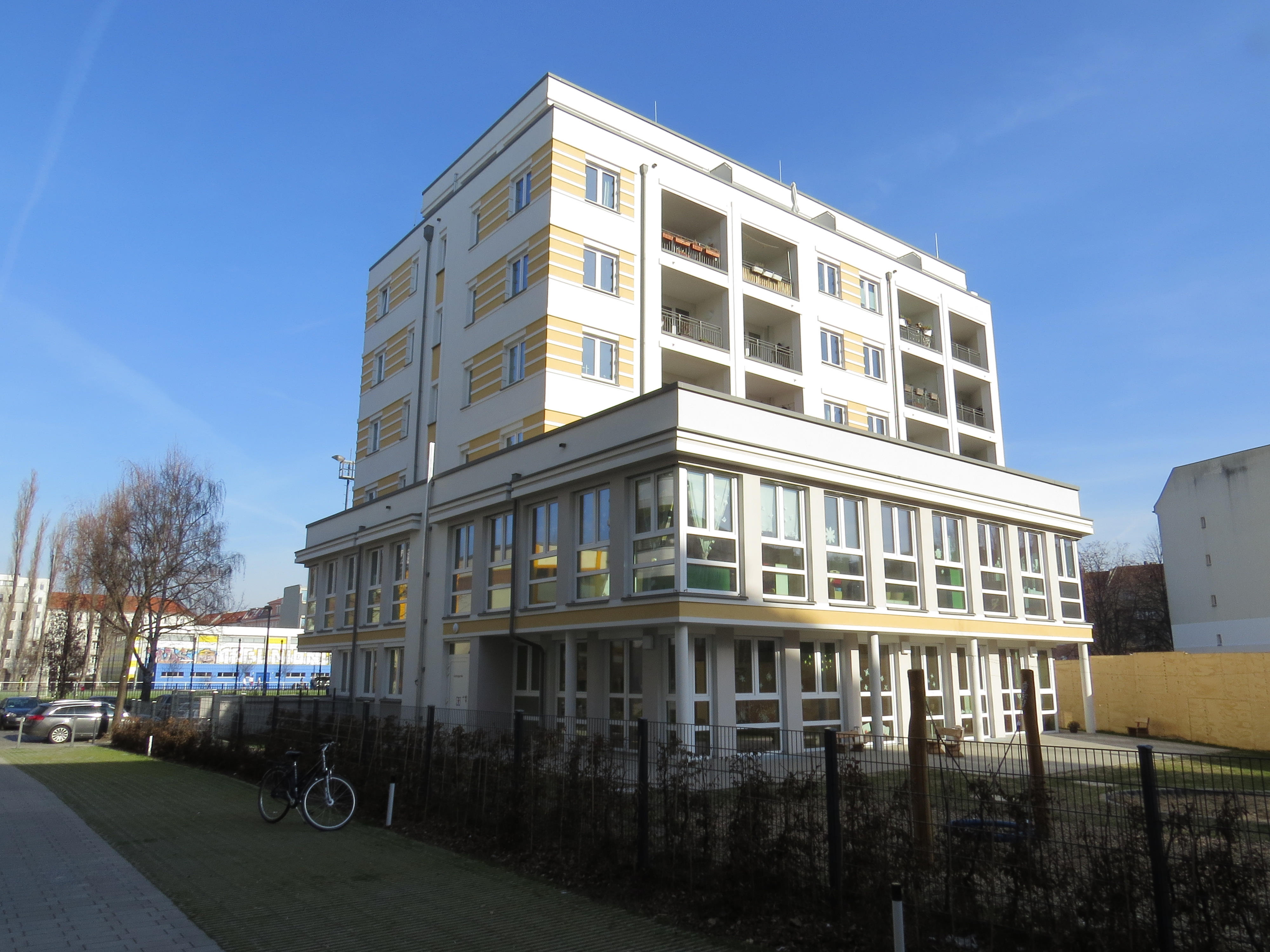
Fröbel-Kindergarten an der Weserstraße
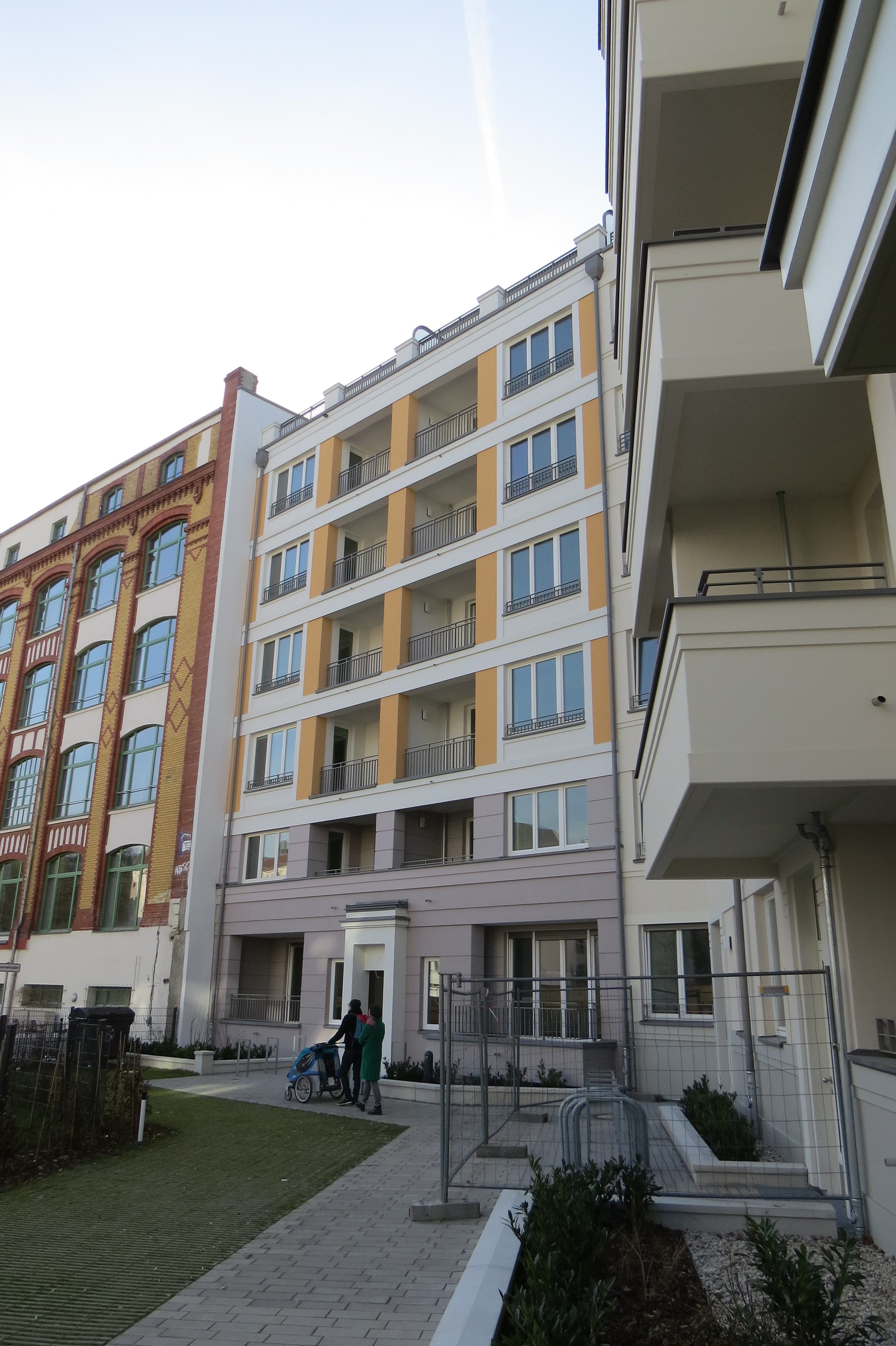
00Ansichten
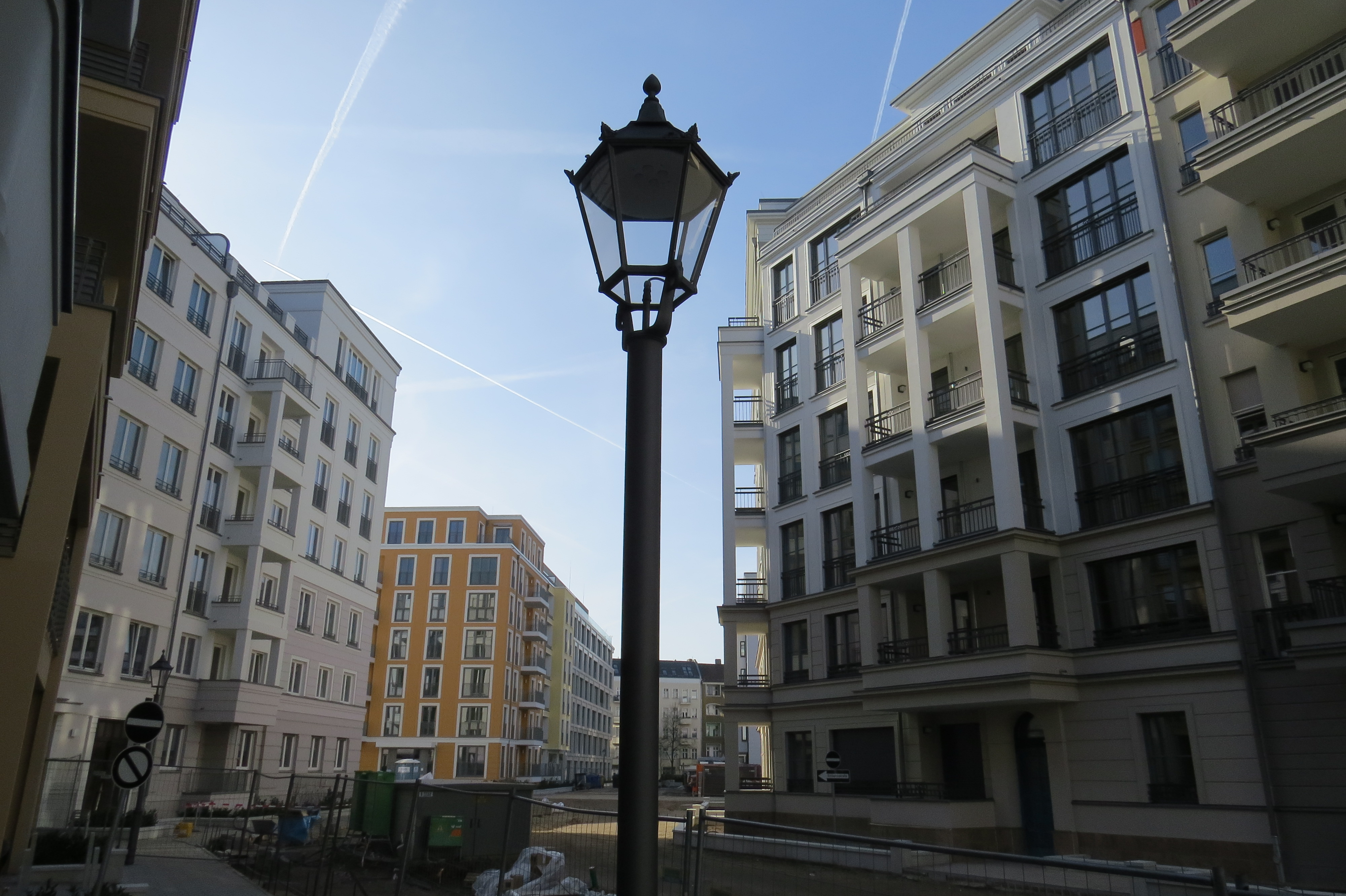
der Anlage
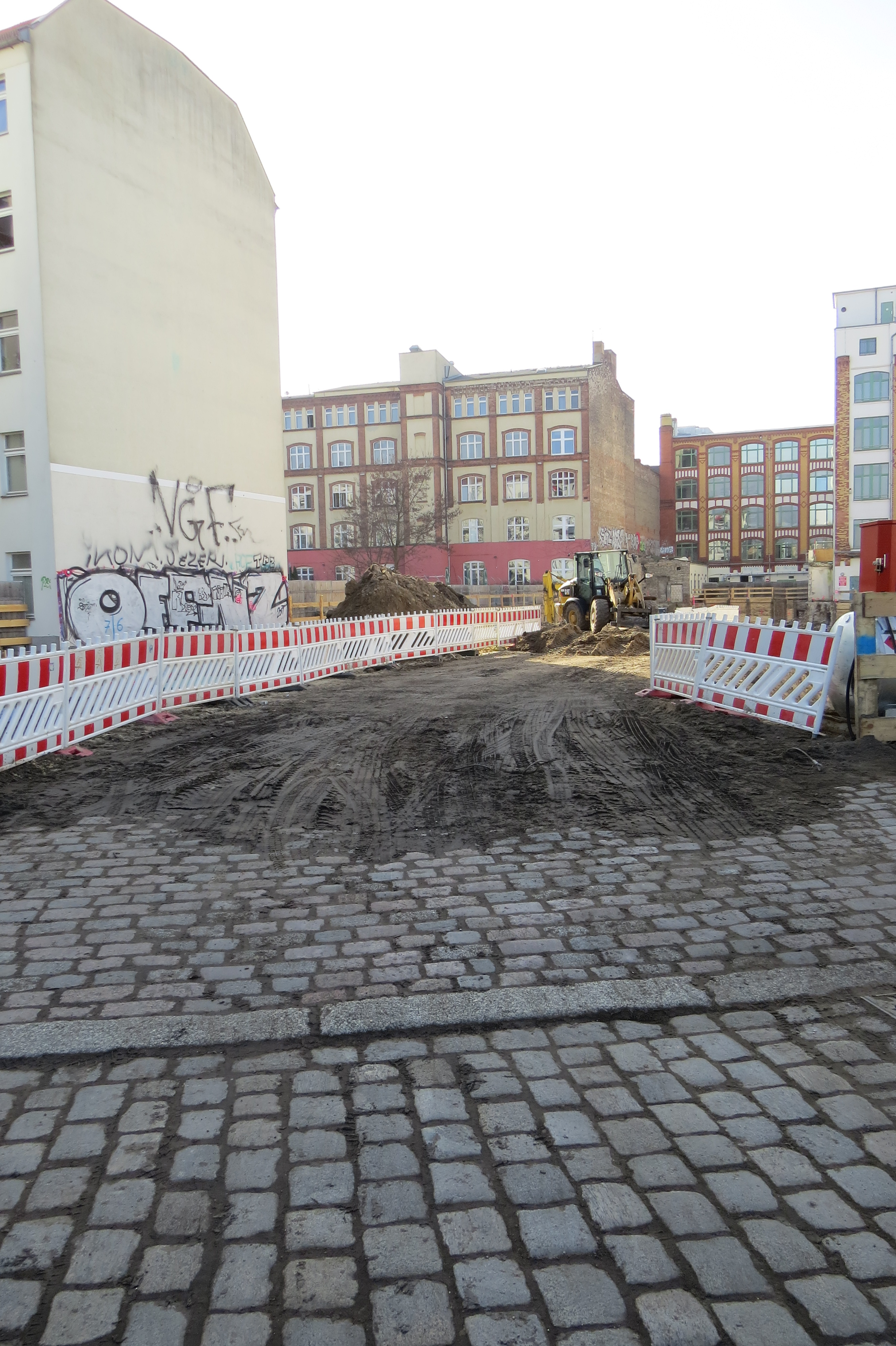
Schreibfederpassage

Die Wohnungsbaugesellschaft Howoge erwarb nach Fertigstellung zwei Gebäude mit insgesamt 122 Mietwohnungen und übernahm eine Kindertagesstätte für bis zu 90 Kinder. 226 Wohnungen wurden an die Patrizia Immobilien AG verkauft.
Für die Bewohner wurden bis Sommer 2019 ein Supermarkt, ein Café sowie ein Biomarkt eingerichtet und der öffentlich zugängige Siegfried-Hirschmann-Park eingeweiht.

## Verkehrsanbindung
Entlang der Holtei- und der Boxhagener Straße verkehren Straßenbahnen, die S-Bahnhöfe Ostkreuz und Frankfurter Allee liegen in der Nähe und auch die U-Bahn verläuft in der Nähe mit den Bahnhöfen Samariterstraße und Frankfurter Allee.